# Беовульф (мифология)
Беовульф (др.-англ. Bēowulf) — центральный персонаж древнеанглийской поэмы «Беовульф», созданной в VII—VIII веках, воин, победивший чудовище Гренделя и ставший позже королём гаутов. Действует в ряде фильмов, снятых по мотивам поэмы.

## В поэме
Беовульф появляется в одноимённой поэме как молодой воин из племени гаутов, сын Эггтеова, а по матери племянник короля Хигелака. С семи лет он воспитывался у деда по матери — короля Хределя. В детстве Беовульф казался соплеменникам слабым, беспомощным, «бесполезным в бою» и был объектом презрения, но позже стал выдающимся воителем. К началу действия поэмы он славится своими победами над морскими чудищами и искусством пловца. Прибыв в земли данов, герой узнаёт, что уже 12 лет на дворец местного короля Хродгара нападает чудовище по имени Грендель. Беовульф побеждает Гренделя в единоборстве, потом убивает в подводных чертогах и его мать. Получив от Хигелака богатые дары, он возвращается на родину, становится королём и правит 50 лет. По прошествии этого времени Беовульфу приходится сразиться с драконом, защищающим свои сокровища; он одерживает победу, но и сам погибает в бою. В финале поэмы его тело сжигают на костре.

## В современной культуре
Учёные отмечают, что поэма «Беовульф» появилась благодаря переносу сказочного материала в исторический мир Северной Европы. При этом главный герой, по-видимому, не имеет существовавшего в реальности прототипа. Многие эпизоды его биографии находят чёткие параллели в волшебных сказках разных народов. Исследователи, принадлежавшие к «мифологической школе», полагали, что Беовульф — доброе божество, которое смиряет природные стихии.
Беовульф стал героем ряда фильмов, названных его именем. В картине 1999 года его сыграл Кристофер Ламберт, в картине 2007 года режиссёра Роберта Земекиса — Рэй Уинстон, в телесериале 2016 года — Киран Бью. В фильме «Беовульф и Грендель» 2005 года Беовульфа играет Джерард Батлер. По мотивам поэмы был снят ещё и мультфильм «Беовульф: Анимированный эпос».
Как стилизованная реконструкция по разноязычным средневековым переводам «утраченной рукописи» арабского дипломата X века Ахмада ибн Фадлана аль-Багдади, против своей воли якобы вынужденного принять участие в подвигах Беовульфа, написан роман Майкла Крайтона «Пожиратели мёртвых» (1976). В 1999 году роман был экранизирован Джоном Мактирнаном под названием «Тринадцатый воин» с Владимиром Кулихом в роли Беовульфа и Антонио Бандерасом в роли Ибн Фадлана.
Литературоведы отмечают влияние поэмы о Беовульфе на Д. Р. Р. Толкина. В повести «Хоббит, или Туда и обратно» фигурирует дракон, стерегущий сокровища, Голлум схож с Гренделем, а оборотень Беорн — с самим Беовульфом, чьё имя переводится с древнеанглийского как «пчелиный волк», то есть «медведь».
Название (38086) Беовульф получил небольшой околоземный астероид из группы аполлонов, открытый в 1999 году.